# Tomosvaryella inopinata
Tomosvaryella inopinata är en tvåvingeart som beskrevs av De Meyer 1995. Tomosvaryella inopinata ingår i släktet Tomosvaryella och familjen ögonflugor.
Artens utbredningsområde är Israel. Inga underarter finns listade i Catalogue of Life.